# 聖豪爾赫河

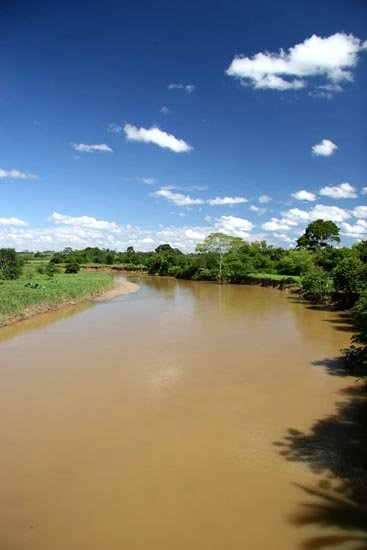

聖豪爾赫河（西班牙語：Río San Jorge）是哥倫比亞的河流，河道全長368公里，集水區面積約96,500平方公里，河口平均流量每秒380立方米，最終注入馬格達萊納河。